# Élections européennes de 2009 en Pologne
Les élections européennes de 2009 se sont déroulées le dimanche 7 juin 2009 en Pologne. Ces élections ont eu pour but de désigner les 50 députés représentant le pays au Parlement européen, pour la législature 2009-2014.

## Listes
| Liste | Liste                                                           | Parti politique | Parti politique | Groupe parlementaire sortant |
| ----- | --------------------------------------------------------------- | --------------- | --------------- | ---------------------------- |
|       | Plate-forme civique (PO)                                        |                 | PPE             | PPE-DE                       |
|       | Union de la politique réelle (UPR)                              |                 | Sans étiquette  | NI                           |
|       | Droit et justice (PiS)                                          |                 | AEN             | UEN                          |
|       | Samoobrona                                                      |                 | Sans étiquette  | PSE, UEN                     |
|       | Alliance de la gauche démocratique - Union du travail (SLD, UP) |                 | PSE             | PSE                          |
|       | Demokraci.pl - Social-démocratie - Verts 2004                   |                 | Sans étiquette  | Non applicable               |
|       | Parti paysan polonais (PSL)                                     |                 | PPE             | PPE-DE                       |
|       | Libertas                                                        |                 | Sans étiquette  | NI                           |

## Sondages
| Liste | Liste                              | Résultats 2004 | CBOS 03/2009 | PBS 03/04/09 | GFK 24-26/04/09 |
|       | Plate-forme civique                | 24,1 %         | 40 %         | 49 %         | 47 %            |
|       | Droit et justice                   | 12,7 %         | 17 %         | 22 %         | 26 %            |
|       | Alliance de la gauche démocratique | 9,3 %          | 10 %         | 13 %         | 12 %            |
|       | Parti paysan polonais              | 6,3 %          | 5 %          | 6 %          | 6 %             |
|       | Centre gauche                      | 6,3 %          | 1 %          | 3 %          | -               |

## Résultats

### Par parti

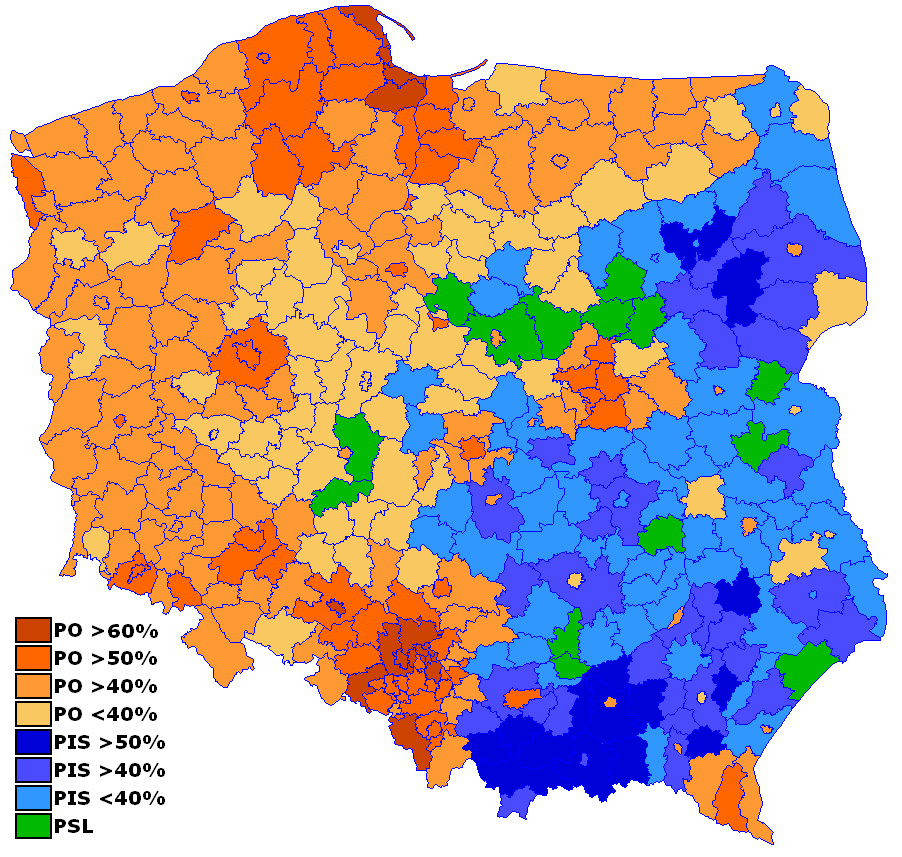
Majorité dans chaque powiat.

| Parti | Parti                                                           | Voix      | %     | +/-     | Sièges | +/-           | Groupe parlementaire |
| ----- | --------------------------------------------------------------- | --------- | ----- | ------- | ------ | ------------- | -------------------- |
|       | Plate-forme civique                                             | 3 271 852 | 44,43 | + 20,33 | 25     | 10            | PPE                  |
|       | Droit et justice                                                | 2 017 607 | 24,40 | + 14,7  | 15     | 8             | ECR                  |
|       | Coalition Alliance de la gauche démocratique - Union du travail | 908 765   | 12,34 | + 3,04  | 7      | 2             | S&D                  |
|       | Parti paysan polonais                                           | 516 146   | 7,01  | + 0,71  | 3      | 1             | PPE                  |
|       | Coalition Demokraci.pl - Social-démocratie - Verts 2004         | 179 602   | 2,44  | -       | 0      |               |                      |
|       | Droit de la République                                          | 143 966   | 1,95  | -       | 0      |               |                      |
|       | Samoobrona                                                      | 107 185   | 1,46  | - 9,34  | 0      | 6             |                      |
|       | Libertas                                                        | 83 754    | 1,14  | -       | 0      |               |                      |
|       | Union de la politique réelle                                    | 83 754    | 1,10  | - 0,77  | 0      | en stagnation |                      |
|       | Parti du travail                                                | 51 872    | 0,70  | -       | 0      |               |                      |
|       | Autres                                                          | 2 868     | 0,04  | -       | 0      |               |                      |

### Participation
| Élection | Participation | Évolution |
| -------- | ------------- | --------- |
| 2004     | 20,87 %       | -         |
| 2009     | 24,53 %       | + 3,66 %  |